# Ozormiste
Ozormiste (macedónul: Озормиште, albánul Uzurmishti) település Észak-Macedóniában, a Pologi körzet Zselinói járásában.

## Népesség
| Lakosok száma | 116  | 137  | 206  | 314  | 459  | 2    | 970  | 1219 | 818  |
|               | 1948 | 1953 | 1961 | 1971 | 1981 | 1991 | 1994 | 2002 | 2021 |

2002-ben 1 219 lakosa volt, akik közül 1 208 albán és 11 egyéb nemzetiségű.